# 福島孝一
福島 孝一（ふくしま こういち、1941年（昭和16年） -　）は、日本の実業家。住友金属鉱山元社長、住友金属鉱山元会長、住友金属鉱山相談役、日本鉱業協会元会長、住友財団評議員。
福岡県出身。1964年に九州工業大学工学部金属工学科を卒業した。1964年に住友金属鉱山に入社し、別子事業所東予工場長、播磨事業所長、取締役などを経て、2000年に社長、2007年に会長、2010年に相談役に就任した。住友グループ20社（白水会）の資金拠出により設立された公益財団法人住友財団の評議員。

## 略歴
- 昭和16年10月-18日生
- 昭和39年3月-九州工業大学工学部金属工学科卒業
- 昭和39年4月-住友金属鉱山㈱入社
- 昭和59年6月-別子事業所東予工場長
- 平成2年6月-製錬事業本部事業室長
- 平成4年6月-播磨事業所長
- 平成5年6月-取締役
- 平成6年6月-取締役金属事業本部副本部長
- 平成7年6月-取締役金属事業本部長
- 平成9年6月-常務取締役金属事業本部長
- 平成11年6月-専務取締役技術本部長
- 平成12年4月-代表取締役社長
- 平成19年6月-代表取締役会長

## 参考資料
- 住友金属鉱山、非鉄メジャーへの試金石、本番迎えた海外鉱山経営《新「本業」で稼ぐ》　2010/12/21　　東洋経済オンライン
- 『日本経済新聞電子版』　2010/5/11 17:10　「人事、住友金属鉱山」
- 取締役及び監査役　住友金属鉱山
- 会長・社長人事について
- SAFE VOL40  - 三井住友フィナンシャルグループ
- 九州工業大学･工学部・マテリアル工学科（金属・金属加工学科、物質工学科（材料系））卒業生の所属企業と役職者リスト